# Autograf
|  | Wiktionary har ordboksartiklar om autograf, namnteckning och underskrift. |

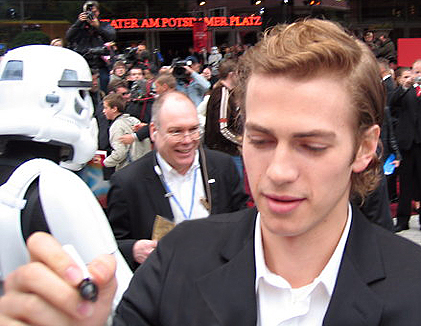
Skådespelaren Hayden Christensen skriver autografer i Berlin 2005.

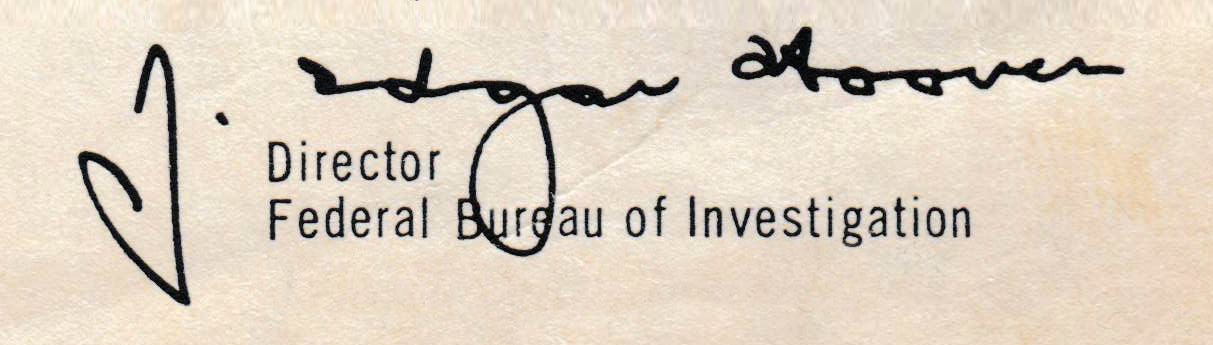
J. Edgar Hoovers namnteckning från 1970.

Autograf (av grekiska αὐτός autós, "själv", och γράφειν gráfein, "skriva"), egenhändig skrift, originalhandskrift, företrädesvis av någon bemärkt person och bestående av antingen ett helt dokument (till exempel ett brev) eller en namnteckning (underskrift). 

## Underskriftens juridiska betydelse
I många fall bekräftar man olika avtal och andra överenskommelser med en egenhändig underskrift (namnteckning). Det är särskilt viktigt i de fall där lagen föreskriver att avtalet skall vara skriftligt. Underskriften har i modern tid ersatt äldre tiders sigill och bomärken.
I svensk lag föreskrivs skriftliga avtal bland annat vid köp av fast egendom. Egenhändig underskrift krävs också på självdeklaration.
Under 2000-talets första decennium har elektroniska former av "underskrifter" så kallade digitala signaturer börjat att användas parallellt med den form av underskrift som görs med penna på papper, även om den äldre formen av underskrift fortfarande godtas i alla sammanhang.

## Autografsamlingar
Redan på Herodotos' tid berättas att persiska drottningen Atossa bildat en autografsamling. Den romerske statsmannen Mucianus samlade 14 volymer romerska handskrifter, däribland 3 volymer brev. Även Plinius den äldre ägde en autografsamling. Från medeltidens människor finns dock ytterst få samlingar. I Tyskland blev under 1500-talet så kallade stamböcker, ett slags autografalbum, vanliga, i Sverige likaledes mot samma århundrades slut.
Moderna autografsamlingar, som först uppstod i Frankrike i slutet av 1500-talet, tillkom i början på grund av ett övervägande historiskt intresse och innehöll mest uppsatser och handlingar vilka berörde politiska förhållanden. Senare kom ett psykologiskt intresse i stället för det historiska. Man antog att personligheten kunde utläsas av handstilen eller namnteckningen.
Under 1900-talet har autografsamlandet utvecklats till eget insamlade av kända mäns och kvinnors namnteckningar. 
Bland svenska autografsamlingar kan framhållas den Bondeska, tidigare på Ericsbergs slott (Ericsbergs autografsamling, idag i Riksarkivet), Lewenhaupts, tidigare på Sjöholms slott (Sjöholmssamlingen, även i Riksarkivet) samt Kungliga bibliotekets och Göteborgs universitetsbiblioteks Dickson-Bukowskiska samling.
För att bekräfta äktheten av en autografer kan användas faksimiler. En rik flod av dylika publikationer kom under 1800-talet. 
I Sverige stiftades 1877 Svenska autografsällskapet, som sedermera bytte namn till Personhistoriska samfundet, och 1879 började ge ut en tidskrift med personhistoriskt innehåll (sedermera Personhistorisk tidskrift). 
I samband med autografsamlandet har det uppstått en särskild vetenskap (av många betraktad som pseudovetenskap), grafologi, som efter bestämda regler anser sig kunna identifiera personers karaktärsdrag ur deras handskrift. Autografsamlarna har genom sin iver att förvärva prov på kända personers handstil vållat betydande skador i arkiv och bibliotek.
Den 6 mars 2010 bildades Sveriges Autografsamlares Förening.

## Berömda personers autografer

Katarina II av Ryssland  (1729-1796)
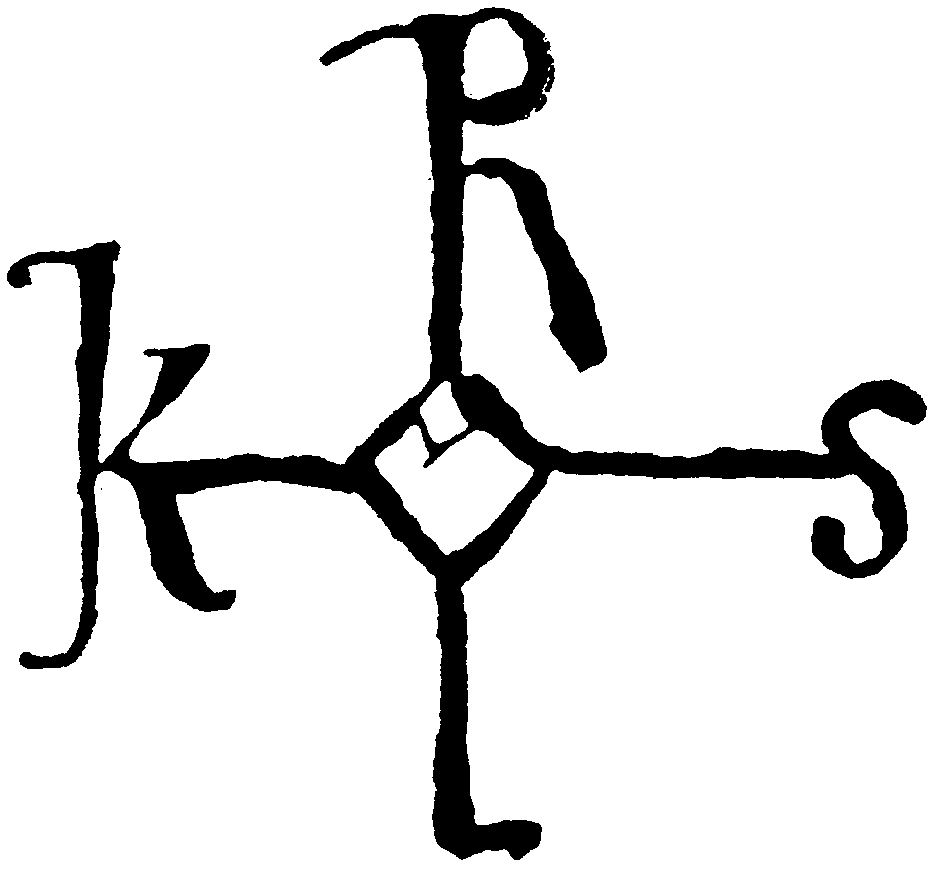
Karl den store (742/747-814)
Susan B. Anthony (1820-1906)
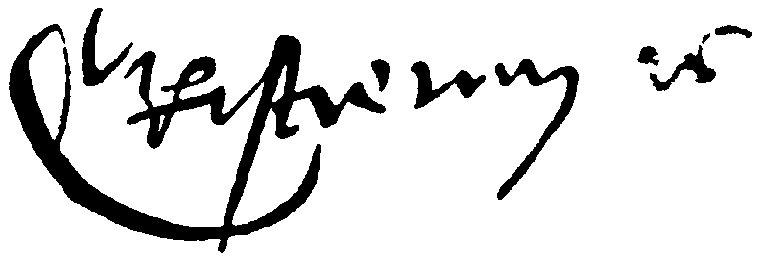
Kristian II (1481-1559)
Florence Nightingale (1820-1910)
Elizabeth I av England (1533-1603)
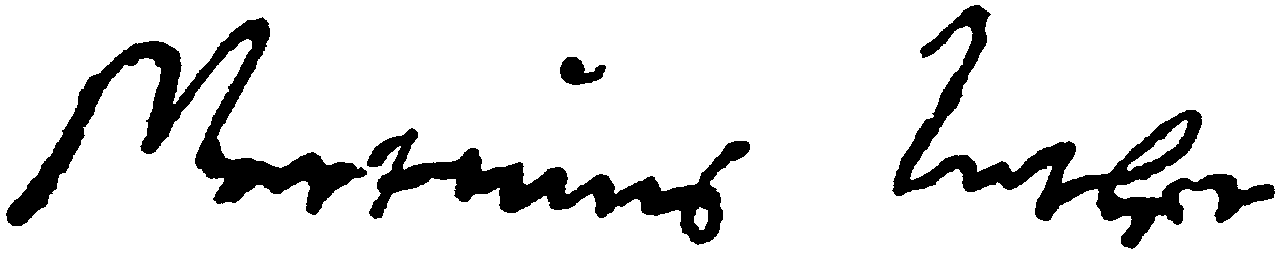
Martin Luther (1483-1546)
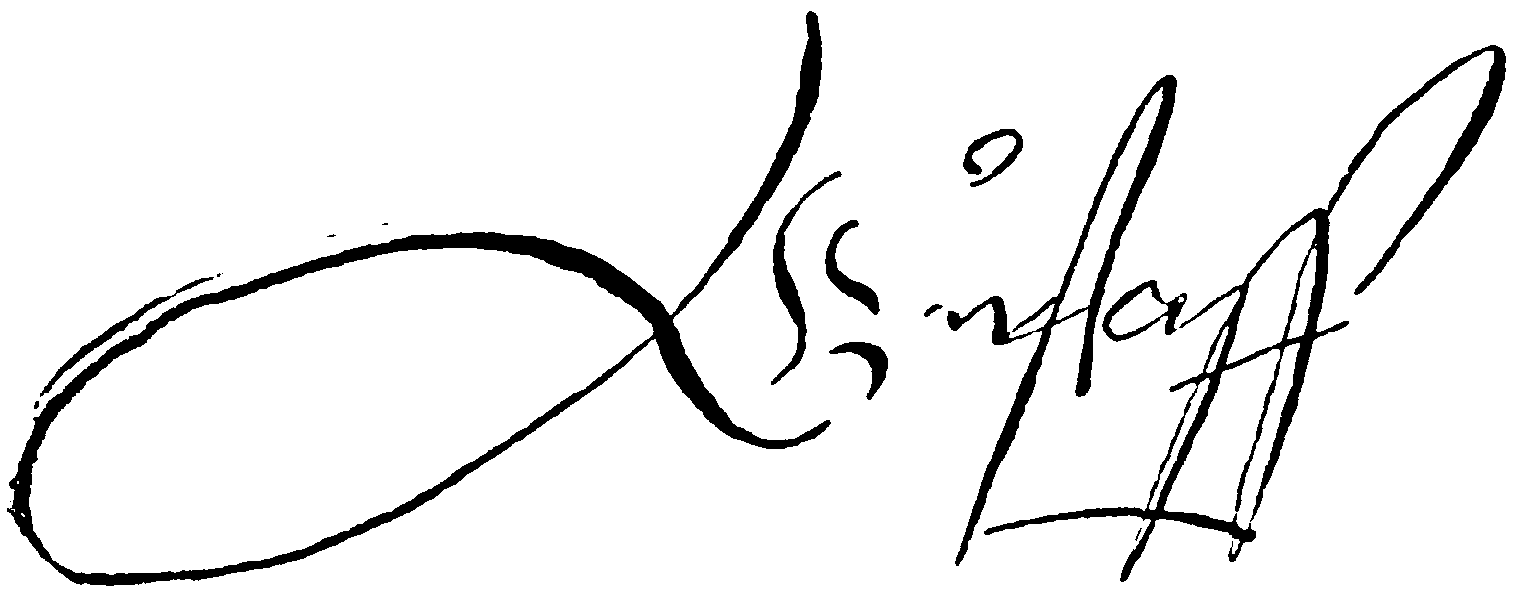
Gustav Vasa (1496-1560)
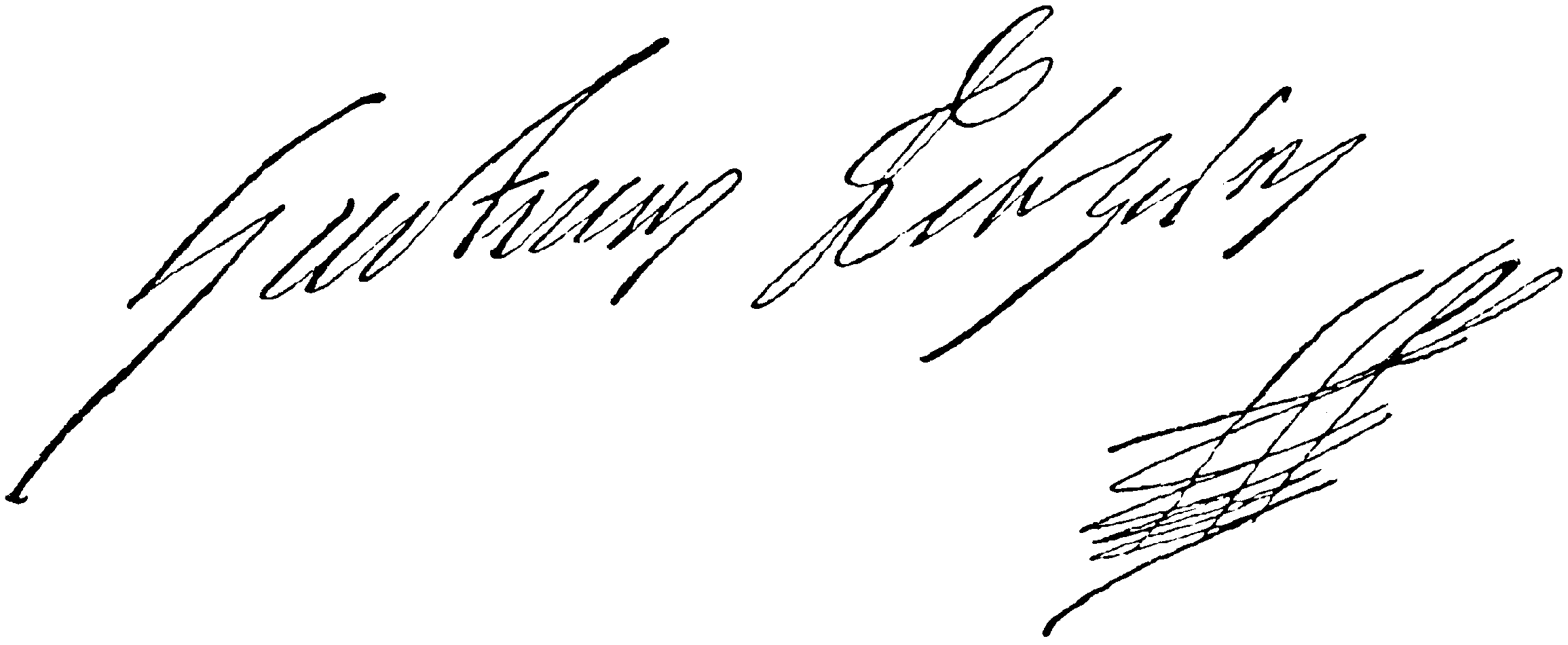
Gustav II Adolf (1594-1632)
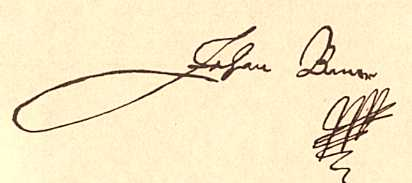
Johan Banér (1596-1641)
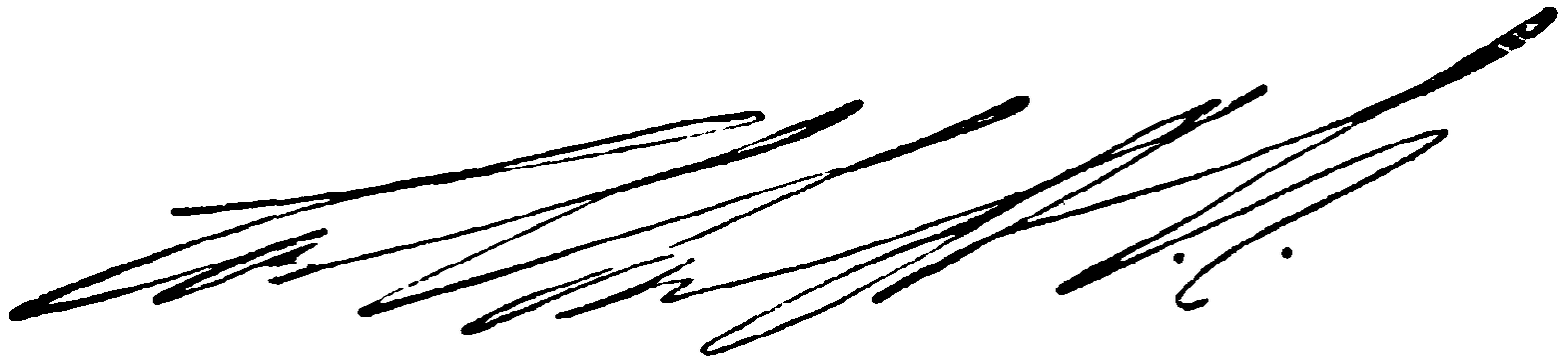
Karl X Gustav (1622-1660)
Eleanor Roosevelt (1884–1962)
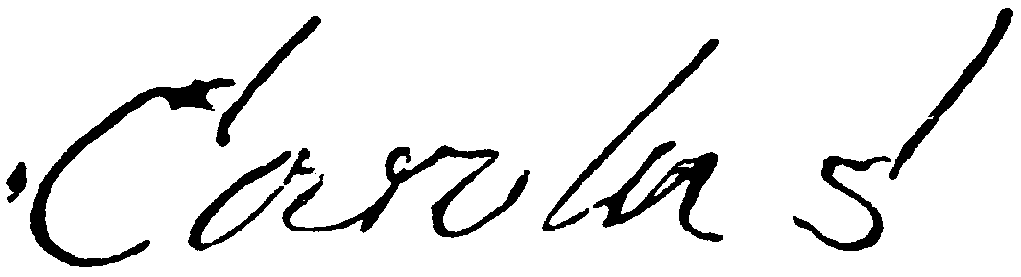
Karl XII (1682-1718)
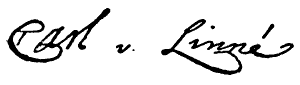
Carl von Linné (1707-1778)
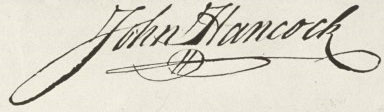
John Hancock (1737-1793)
Grace Kelly (1929-1982)
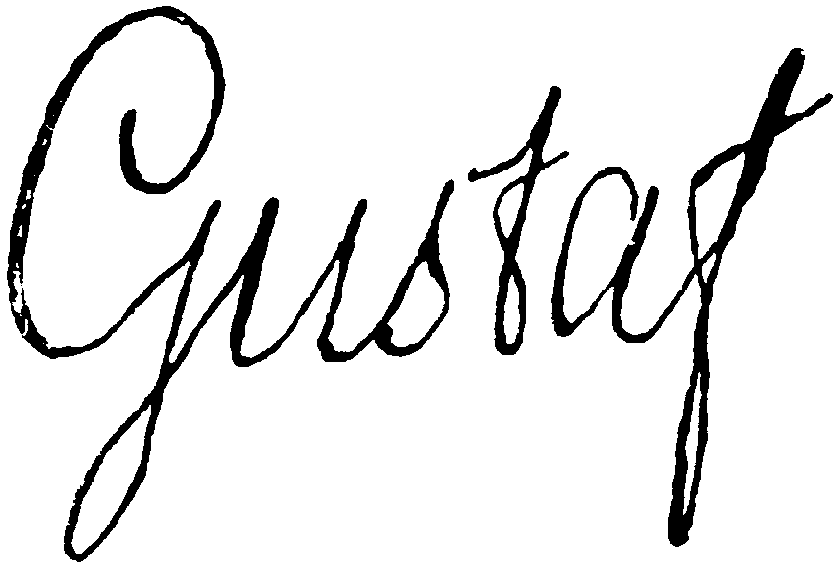
Gustav III (1746-1792)
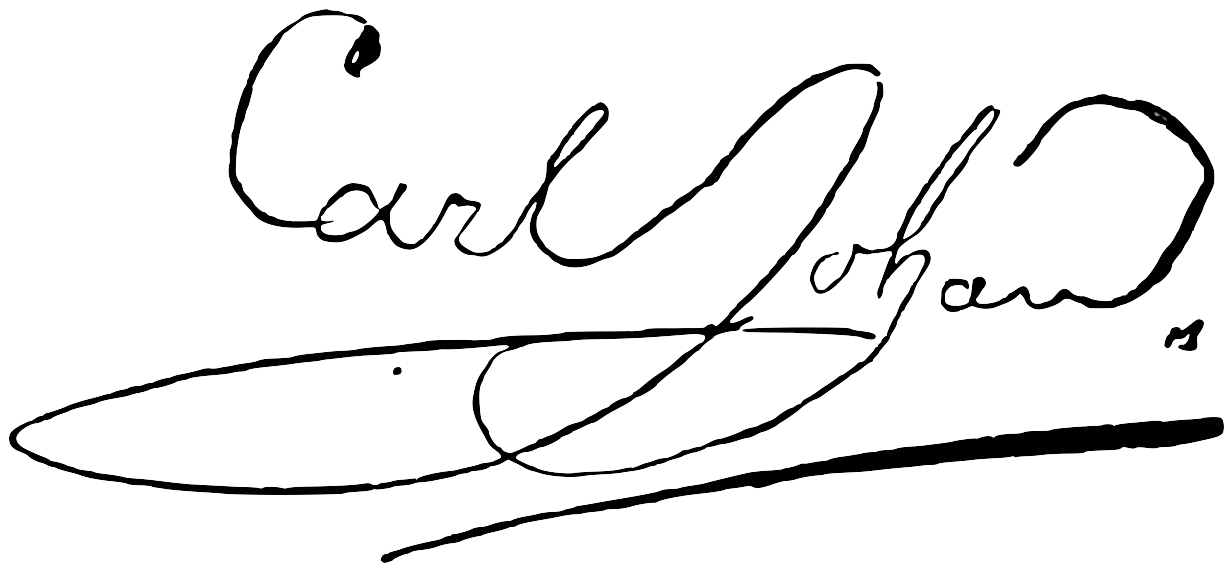
Karl XIV Johan (1763-1844)
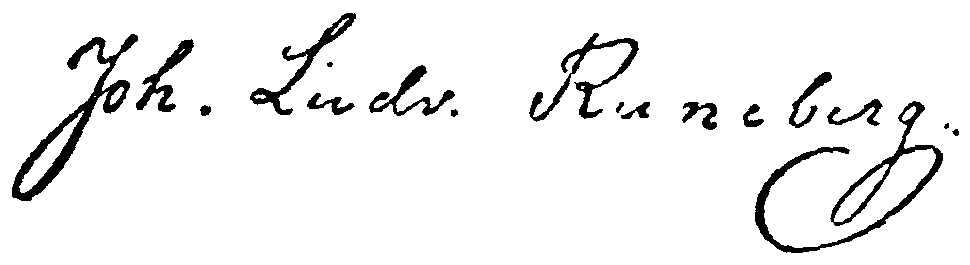
Johan Ludvig Runeberg (1804-1877)
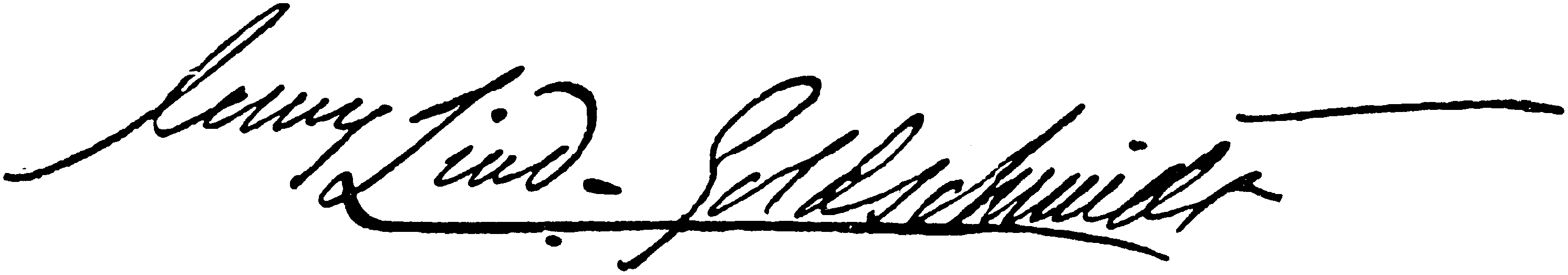
Jenny Lind (1820-1887)
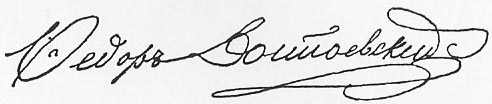
Fjodor Dostojevskij (1821-1881)
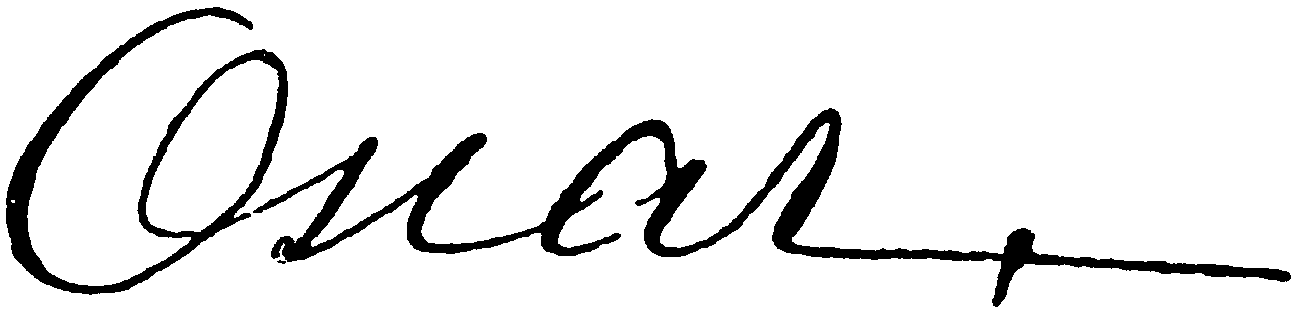
Oscar II (1829-1907)
Anne Frank (1929-1945)
Marie Curie (1867-1934)
August Strindberg (1849-1912)
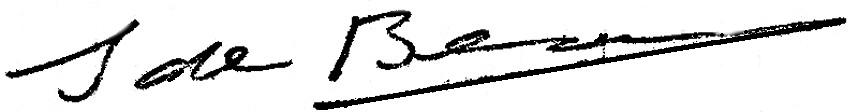
Simone de Beauvoir (1908-1986)
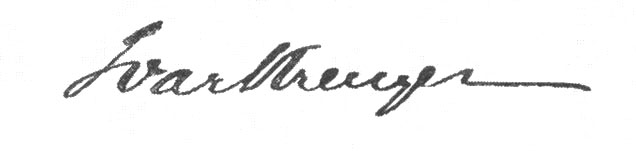
Ivar Kreuger (1880-1932)
Jane Austen (1775-1817)
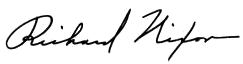
Richard Nixon (1913-1994)
Carl XVI Gustaf (1946-)